# Hesperandra ubirajarai
Hesperandra ubirajarai är en skalbaggsart som beskrevs av Santos-silva 2001. Hesperandra ubirajarai ingår i släktet Hesperandra och familjen långhorningar. Inga underarter finns listade i Catalogue of Life.